# Teleutias steinbachi
Teleutias steinbachi är en insektsart som beskrevs av Max Beier 1960. Teleutias steinbachi ingår i släktet Teleutias och familjen vårtbitare. Inga underarter finns listade i Catalogue of Life.